# إميلي سانت جيمس
إميلي سانت جيمس (بالإنجليزية: Emily St. James؛ مواليد 30 نوفمبر 1982) المعروفة سابقًا باسم إميلي نيكول فاندرف. هي ناقدة وصحفية ومقدمة بودكاست ومؤلفة أمريكية، تكتب بشكل أساسي عن التلفزيون، كتبت لصحف فوكس ، وإيه. في. كلوب ، والغارديان ، ولوس أنجلوس تايمز ، وغرانتلاند ، ومجلة سلانت ، وغيرها.

## وصلات خارجية
- ملف تعريفي لمؤلف فوكس
- النشرة الإخبارية: الحلقات
- بودكاست آردن